# Диманово
Дима́ново (болг. Диманово) — село в Смолянській області Болгарії. Входить до складу общини Неделино.

## Населення
За даними перепису населення 2011 року у селі проживали 124 особи, усі — болгари.
Розподіл населення за віком у 2011 році:
Динаміка населення: